# قفقاز

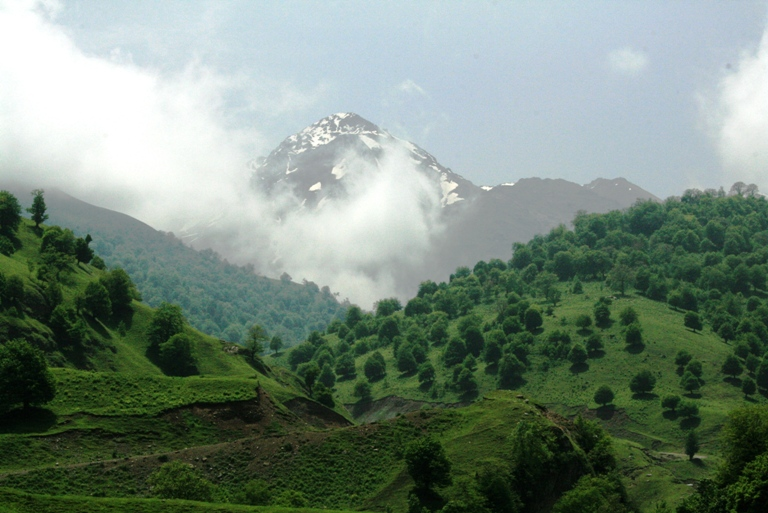
قفقاز

مرز ایران و روسیه تزاری در قفقاز پیش از پیمان نامه گلستان (به رنگ سرخ)

قفقاز (تلفظ: /ˈkɔːkəsəs/) در مرز اروپای شرقی و آسیای غربی nv منطقه‌ای کوهستانی بین دریای دریای سیاه و دریای خزر است. این منطقه تقریباً مساحت ۱۷۰۰۰۰ مایل مربع (۴۴۰۰۰۰ کیلومتر مربع) را پوشش می‌دهد. کشورهای گرجستان، آذربایجان و ارمنستان و بخشهای از ایران و روسیه جز منطقه قفقاز هستند، و بخشی از خط تقسیم سنتی بین اروپا و آسیا را تشکیل می‌دهند. قفقاز توسط رشته کوه‌های قفقاز به دو نیم تقسیم شده است. کوه البروس ، بلندترین کوه اروپا، در منطقه قفقاز غربی در کشور روسیه قرار دارد. در سمت جنوبی، رشته‌کوه کوچک قفقاز، فلات جاواکتی و ارتفاعات ارمنستان است که در نهایت بخشی از آن در ترکیه نیز قرار دارد.
ناحیهٔ شمال قفقاز بزرگ سیسکوکازیا و ناحیهٔ جنوب ماوراء قفقاز نامیده می‌شود. این مناطق از دوران باستان محل سکونت و تمدن بشری بوده است. این مناطق در قرن ۱۸ تا ۱۹ توسط روسیه فتح شد. سرزمین قفقاز در دوران باستان بخشی از قلمرو دولت‌های شاهنشاهی هخامنشی، امپراطوری مقدونی، امپراتوری سلوکی، شاهنشاهی اشکانی و ساسانی بود
قفقاز جنوبی شامل کشورهای جمهوری آذربایجان، ارمنستان و گرجستان می‌شود اما قفقاز شمالی جزئی از روسیه است و شامل جمهوری‌های خودگردان داغستان، چچن، اینگوشتیا، اوستیای شمالی-آلانیا، کاباردینو-بالکاریا، کاراچای-چرکسیا، سرزمین کراسنودار، آدیغیه و سرزمین استاوروپول می‌شود.
منطقه قفقاز به دو بخش اصلی تقسیم می‌شود:
- قفقاز شمالی
- قفقاز جنوبی

همچنین گاهی قفقاز غربی نیز به عنوان یک فضای جغرافیایی مجزا در داخل قفقاز شمالی شناخته می‌شود.
این منطقه به خاطر تنوع زبانی فراوانش مشهور است. علاوه بر زبان‌های هندواروپایی و ترکی، خانواده‌های زبانی کارتولی (گرجی)، قفقازی شمال غربی و قفقازی شمال شرقی نیز ریشه‌ای و بومی این منطقه هستند.

## نام
همچنین در تاریخ باستانی طبیعی پلینی بزرگ (۷۷–۷۹ میلادی) نام قفقاز از نام سکایی kroy-khasis کروی-خاسیس به معنی یخ درخشان، سفید یا برف گرفته شده است. در شکل یونانی Kaukasos خوانده می‌شود.
زبان‌شناس آلمانی پائول کرتشرمِر می‌گوید که کلمهٔ لتونیایی "کرووِسیس" نیز «گِل یخ‌زده» معنی می‌دهد.

ایزیدور سویل (حدود سال ۶۲۵ میلادی) نیز می‌گوید که نام قفقاز به معنای سفیدی درخشان شبیه برف است:
بنابراین، به سمت شرق، جایی که [کوه] به ارتفاعات بیشتری می‌رسد، به دلیل سفیدی برفش، قفقاز نامیده می‌شود، چرا که در یک زبان شرقی، "کاوکاسوس"* به معنای «سفید» است، یعنی سفیدی درخشان با پوشش ضخیم برف. به همین دلیل اسکیت‌هایی که در کنار این رشته کوه زندگی می‌کنند، آن را "کروآکاسیم" می‌نامند، چون در میان آنان سفیدی یا برف، "کاسیم" خوانده می‌شود. رشته کوه تاروس نیز توسط برخی قفقاز خوانده می‌شود.
در "داستان سال‌های گذشته" (سال ۱۱۱۳ میلادی) آمده است که واژهٔ قدیمی اسلاوی شرقی، "کافکاسیسکیه گوری" از یونانی باستان "Καύκασος" (کاوفکاسوس) گرفته شده است، که بر اساس گفتهٔ م. آ. یویوکین، یک کلمهٔ مرکب است که می‌توان آن را به عنوان "کوه کاکایی(ها)" تفسیر کرد (καύ-: καύαξ, καύηξ, -ηκος, κήξ, κηϋξ ;i( به معنای «کوه» یا «سنگ» فراوان است.
در روایت گرجی، اصطلاح قفقاز از "کاوکاس" (به گرجی: კავკასოსი Ḳavḳasosi)، پسر شخصیتی مقدس به نام "توگرمه" و پدر اسطوره‌ای "مردمان ناخ" گرفته شده است.
بر اساس گفتهٔ لغت شناس آلمانی اتو شرادر و الفونس آ. نهرینگ، کلمهٔ یونانی باستان "Καύκασος" با واژهٔ گوتیک "هاوخ" به معنای «بلند» همراه است، همچنین با کلمه لیتوانیایی "کاوکاس" به معنای «تپه» و **کاوکارا** به معنای «قله» و روسی "کوچا" به معنای «بلندی هماهنگ است. زبان‌شناس بریتانیایی آدریان روم می‌گوید که "کاو_" در زبان پلاسجی نیز به معنای «کوه» است، هرچند این موضوع همراه حدس وگمان است، چون زبان پلاسجی به خوبی شناخته نشده است.

## تاریخ

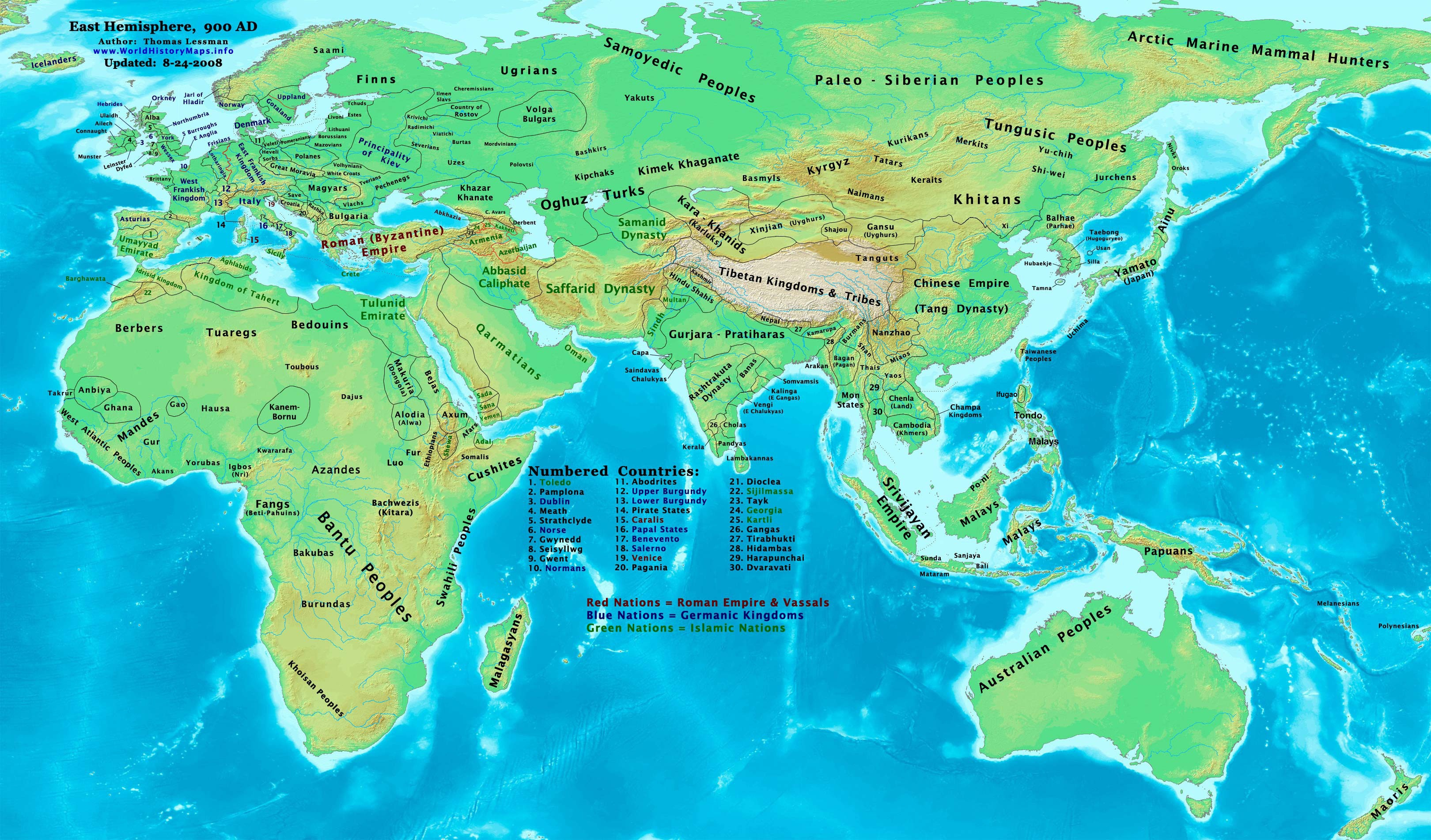
نقشهٔ قفقاز و آسیا در حدود ۹۰۰ میلادی

در دوران آشوربانی‌پال، امپراتوری امپراتوری آشور قفقاز را به خاک خود ضمیمه کرد.
پیش از تشکیل حکومت ماد، حکومت‌هایی همچون اورارتو و کلخیس در قفقاز شکل گرفته بودند که قدمت برخی از آن‌ها به بیش از ۴٬۰۰۰ سال نیز می‌رسد، اما در نتیجهٔ جنگ‌های فرسایشی بین این دولت‌ها از قدرت آن‌ها کاسته شد و بعدها دولت هخامنشی آن را تصرف نمود و به خاک خود ضمیمه کرد. بخش‌هایی از قفقاز در دوره‌هایی تحت تسلط حکومت ایران قرار داشت. در سال ۵۱۴ پیش از میلاد داریوش بزرگ به سکاها در ناحیهٔ شمال قفقاز و دریای سیاه حمله می‌کند. در اوایل قرن نوزدهم میلادی جنگ‌های ایران و روس بر سر تسلط بر مناطق جنوبی و شرقی قفقاز درگرفت. در پایان دورهٔ اول جنگ روسیه با انعقاد عهدنامهٔ گلستان بیشتر مناطق قفقاز و در پایان دورهٔ دوم جنگ با عهدنامهٔ ترکمن‌چای تقریباً تمامی این منطقه را به تصرف خود درآورد. با فروپاشی شوروی در سال ۱۹۹۱ سه جمهوری گرجستان، ارمنستان و آذربایجان در این منطقه اعلام استقلال کردند.
از شاعران بزرگ پارسی‌گوی قفقاز می‌توان به خاقانی، نظامی، مجی، بدر، مهستی، هندوشاه نخجوانی و پسرش محمد بن هندوشاه اشاره کرد.

### در جنگ صفویه و عثمانی
در زمان پادشاهی احمد یکم پس از شکست سخت او در جنگ عثمانی و صفوی (۱۶۱۸–۱۶۰۳) از شاه عباس بزرگ، مناطقی که به‌طور موقت در جنگ عثمانی-صفویه (۱۵۷۸–۱۵۹۰) ضمیمه خاک عثمانی شده بودند مثل ولایت گرجستان، آذربایجان و سایر مناطق وسیع قفقاز، به موجب عهدنامه نصوح پاشا (۱۶۱۲ میلادی) به ایران واگذار شدند. پس از آن مرزهای جدید بر اساس همان خطی که در صلح آماسیه در سال ۱۵۵۵ تأیید شده بود، ترسیم شد.

## گروه‌های قومی قفقاز

نقشه قومیتی قفقاز که توسط امپراتوری روسیه در ۱۸۸۰ تهیه شده.

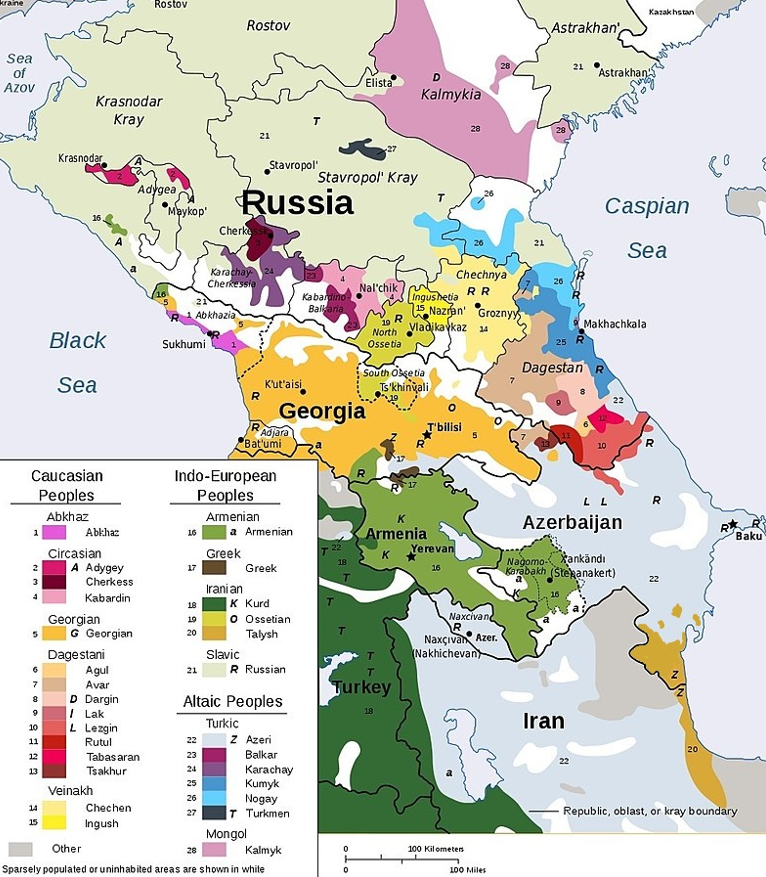
گروه‌های قومی ساکن در قفقاز: آذری (آبی کمرنگ)، گرجی (نارنجی روشن)، ارمنی (سبز روشن)، روسی (کرمی)، کرد (سبز تیره)، تالش (نارنجی تیره)، آبخاز (صورتی روشن)، لزگی، چرکس، مغول، اوستی، ترک، یونانی، تات، تاتار، آوار، چچنی، اینگوش،...

قفقاز از دید نژادی و زبانی از متنوع‌ترین مناطق جهان است.
گروه‌های قومی ساکن در قفقاز به سه گروه اصلی قفقازی، هندواروپایی، و ترک‌تبار تعلق دارند:
- گویشوران زبان‌های قفقازی: گرجی، آبخاز، لزگی، چرکس، آوار، چچنی، اینگوش، قاباردی، تاباساری، لک‌ها (داغستان)، اودی، ساخوری، آغول، روتول، دارگی، کاسپین
- گویشوران زبان‌های هندواروپایی: ارمنی، روسی، کرد، تالش، اوستی، یونانی، تات
- گویشوران زبان‌های ترکی: نوغای، بالکار، قره‌چای، آذربایجانی‌ها، ترک‌های مسختی

قوم مغول‌تبار قالموق و آشوری‌ها از دیگر گروه‌های قومیتی این منطقه هستند.

## شهرهای قفقاز
برخی از شهرهای قفقاز عبارتند از:
- جمهوری آذربایجان: باکو، گنجه، لنکران، شماخی، شکی، نخجوان
- ارمنستان: ایروان، اچمیادزین، گیومری، وانادزور
- گرجستان: تفلیس، باتومی، سوخومی، تسخینوالی، پوتی
- روسیه: مخاچ‌قلعه، دربند، گروزنی، ولادی قفقاز، استاوروپول

## رودها
رودهای قفقاز شامل حوضه‌های آبریز دریای خزر (ارس، کورا (رود)، سولاک، تِرِک، کوما) دریای سیاه (ریونی، اینگوری، کودوری، بزیب) و دریای آزوف (کوبان) است. در قفقاز جریان رودها با افزایش ارتفاع و از شرق به غرب، افزایش می‌یابد.
از ویژگی‌های بارز رودهای قفقاز بزرگ، طولانی بودن مدت طغیانی آن‌ها در دوره گرماست (حدود ۶ ماه). در قفقاز (به ویژه در قفقاز شرقی و مرکزی) سیل‌های متعددی جریان می‌یابد. مسیرهای انتهایی رودخانه‌های کورش (کورا (رود))، کوبان و ریونی، قابل قایقرانی است. در بعضی از رودهای کوهستانی قفقاز، چوب و الوار حمل می‌شود. در نواحی خشک، از آب رودها برای آبیاری زمین‌های کشاورزی استفاده می‌شود. بر روی بسیاری از رودهای قفقاز نیروگاه‌های برق‌آبی احداث شده است. بزرگ‌ترین نیروگاه آبی منطقه «مینگه‌چویر» نام دارد. دریاچه‌های قفقاز سرچشمه‌های متفاوت (آتش‌فشانی، زمین‌ساختی، یخچالی) دارند. بزرگ‌ترین دریاچه قفقاز وان نام دارد که مساحت آن ۳۷۵۵ کیلومتر مربع است.

گلیم گل‌دوزی دوزی شده قفقازی متعلق به قرن نوزدهم میلادی. طرحهای سوزن دوزی شده پیرامون شکلی هشت ضلعی مرکزی. گیاهان ودرختان تزئینی و همچنین حیوانات و اشکال انسان نما نیز در طرح‌ها دیده می‌شود. رنگ‌های کدر گلیم بازگوکننده فرشهای دارای موجود افسانه‌ای قفقازی است که فرهنگ و جامعه بیابان‌گردی را یادآور می‌شود. منطقه قفقاز پیش از عهدنامه گلستان جزء پادشاهی ایران محسوب می‌شد.

## پیوند به بیرون

Political map 2025